# Jamaica All Stars
A Jamaica All Stars egy jamaicai ska- és reggae-zenekar, melyet Dizzy Moore alapított.

## Tagok
- Johnny "Dizzy" Moore - trombita, ének
- Skully Simms - ének
- Sparrow Martin - ének
- Carron McGibbon - harsona
- Adolphus Lewis - basszusgitár
- Stepper - szaxofon
- Jerome Hinds - ütősök
- Junior Herbert - billentyűsök
- Brian Alvrick - gitár

## Korábbi tagok
- Justin Hinds - ének
- Stranger Cole - ének

## Lemezek
- Back to Zion (2003)

## Külső hivatkozások
- Site
- https://www.myspace.com/jamaicaallstars